# Eubigheim
Eubigheim (auch Untereubigheim) ist ein Ortsteil der Gemeinde Ahorn im Main-Tauber-Kreis in Baden-Württemberg.

## Geographie

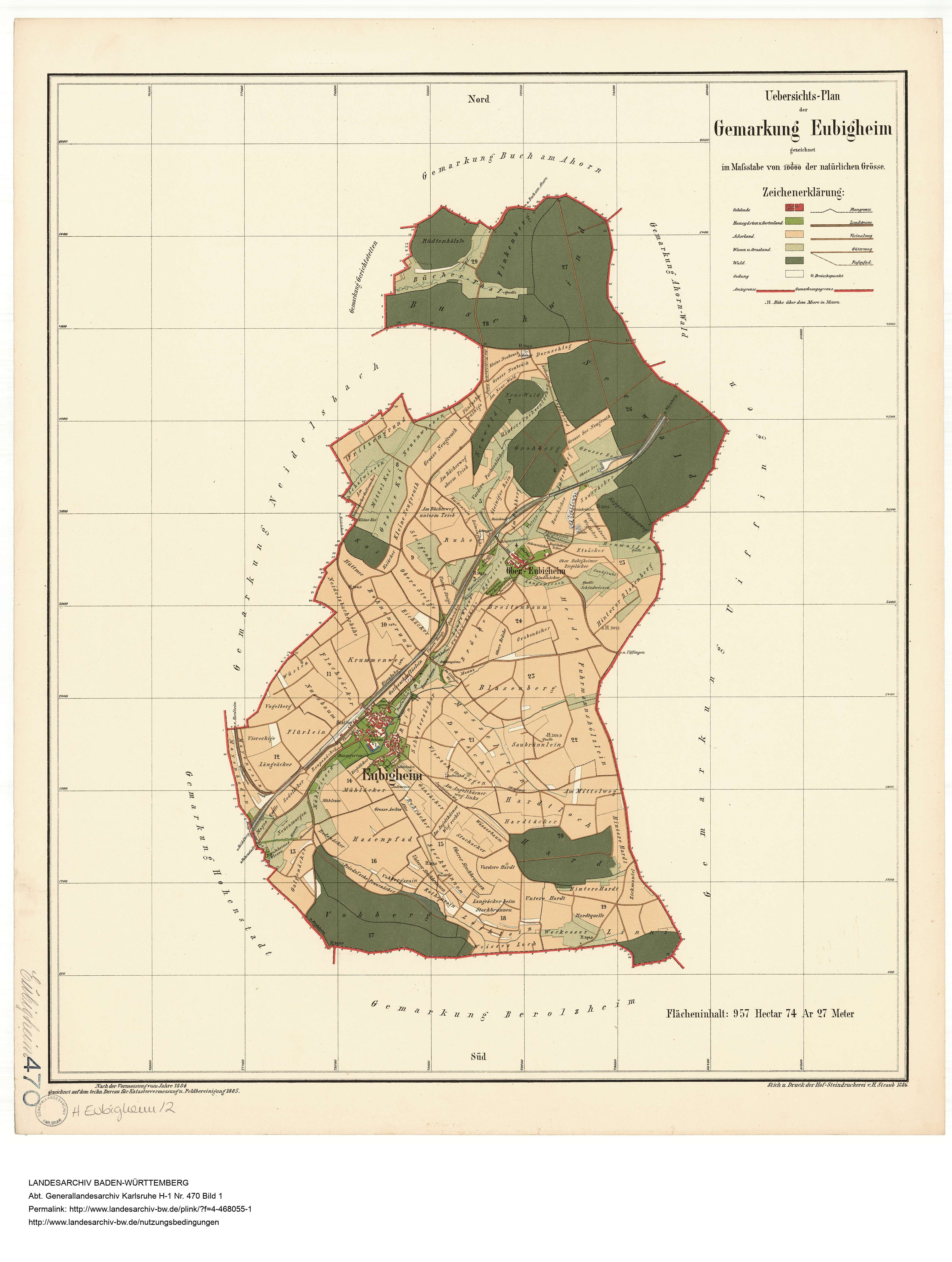
Gemarkung von Eubigheim, 1886

Eubigheim liegt im Bauland, einer vom Muschelkalk im Untergrund bestimmten, kleinhügeligen Ackerlandschaft mit Waldinseln an den steileren Hängen der Täler. Auf der Gemarkung von Eubigheim liegen neben dem Dorf (Unter-)Eubigheim (⊙) noch der Weiler Obereubigheim (⊙), der Wohnplatz Altes Bahnwärterhaus (⊙) und in einem Nebental der Weiler Neidelsbach (⊙). Am Weiler Obereubigheim vorbei und dann durch das größere Dorf (Unter-)Eubigheim des Ortsteils hindurch fließt etwa südwestlich die hier noch Eubigheimer Bach genannte Rinna, der große linke Oberlaufzufluss der Kirnau.

## Geschichte
856 wurde Eubigheim erstmals urkundlich erwähnt. Am 1. Dezember 1971 wurde der Ort in die neue Gemeinde Ahorn eingegliedert.

## Religion

### Christentum
Durch die Ortsherren wurde einst das lutherische Bekenntnis eingeführt. Die Familie Walderdorff und die Freiherren von Bettendorff betrieben als Patronatsherren die Gegenreformation mit dem Ergebnis, dass ihre Untertanen katholisch wurden. 1651 erfolgte das Simultaneum, sodass dem evangelischen und katholischen Glaube freie Ausübung gewährt wurde. Zwischen 1764 und 1770 wurde daraufhin eine katholische Pfarrei gestiftet. Eine umstrittene alte Kirche wurde in der Folge abgebrochen und für jede Konfession jeweils eine eigene kleine Kirche – 1780 eine evangelische Kirche sowie 1981 die katholische Kirche St. Maria – errichtet.

### Judentum
Die jüdische Gemeinde Eubigheim bestand ab dem 17. Jahrhundert bis 1938.

## Verkehr
Der Bahnhof Eubigheim liegt an der Frankenbahn.
Der Radweg zwischen Eubigheim und Uiffingen wurde im Jahre 2020 saniert.

## Kultur und Sehenswürdigkeiten

### Jüdischer Friedhof Untereubigheim
Im Eubigheimer Gewann Vierzehnmorgen befindet sich ein jüdischer Friedhof der ehemaligen jüdischen Gemeinde des Ortes.

### Synagoge Eubigheim
Die Synagoge wurde 1850 eingerichtet und ist als Wohnhaus bis heute erhalten.